# Julián Santos Carrión
Julián Santos Carrión (Jumilla, Región de Murcia, 15 de enero de 1908-ídem, 3 de julio de 1983) fue un músico y compositor español.

## Biografía
Hijo de Alfredo Santos de la Rosa (1871-1933), un reconocido director y compositor, y María Josefa Carrión, vivió desde sus comienzos rodeado de un entorno musical. Creció en una numerosa familia de ocho hermanos: Concha, Julián, Josefa (Apina) Elena, José María (Freg), Alfredo (Ferín) Antonio y María Dolores (Lola). Todos ellos sabían música y dominaban uno o varios instrumentos. Autodidacta principalmente, Julián no recibió otra influencia musical que no fuera la de su padre. Mostró desde muy pequeño unas dotes extraordinarias, llegando a convertirse en organista de la Iglesia de El Salvador con tan solo cinco años. A los doce años compuso una de sus primeras obras, la Misa a dos voces (1920), y a los dieciséis su primera opereta, Sueño de niña (1924), que fue estrenada con mucho éxito. De ese mismo año conocemos también una obra para piano, titulada “Raro pensamiento”.
El 23 de abril de 1932 contrajo matrimonio con María de la Asunción Espinosa de los Monteros y González Conde (1908-1971), hija del Barón del Solar de Espinosa. De este enlace nacerían sus tres hijos: Alfredo (1933), Eugenio (1935) y María Josefa (1940), conocida como Mari Pe.A comienzos de la Guerra Civil (1936-1939), Julián y su familia (incluida su madre y sus hermanos) se marcharon a la capital murciana por razones económicas y de seguridad. Terminada la guerra, a mediados de 1941, decidió trasladarse a Madrid en busca de nuevas y mejores oportunidades. Durante su etapa en la capital su faceta como compositor se centró principalmente en la música para piano. Animado constantemente por los demás músicos a marcharse al extranjero, sopesó establecerse en Alemania junto y a propuesta de Ernesto Halffter. No obstante, el maestro Santos Carrión prefirió permanecer en España junto a la gente que quería, pese a perder grandes oportunidades a nivel profesional. En 1943 regresó a Jumilla, comenzando una de sus etapas más productivas en cuanto a composición se refiere.
En 1980 fue uno de los fundadores de la Asociación Jumillana de Amigos de la Música, la cual dirigió hasta finales de 1982. Falleció en Jumilla el 3 de julio de 1983. El 23 de marzo de 2003 fue nombrado Hijo Predilecto de la ciudad y la Escuela y Conservatorio Profesional de Música lleva su nombre. Todas sus partituras y objetos personales se encuentran en la Casa de la Música y Legado de las Artes de Jumilla.

## Obras
Zarzuelas
- Tierra Llana (1940)
- El Fantasma de la Tercia (1940)
- La Dama Embrujada (1942)
- La Moza de la Dehesilla (1946)
- Los Gerifaltes (1947)
- Farruca (1949)
- Jaime Alfonso "El Barbudo" (1953)

Operetas
- Sueño de Niña (1924)
- El Embrujado Rey (1926)
- La Niña del Boticario (años 1940)

Pasodobles
- Pasodoble N.º 1, N.º 2 y N.º 4 (1943)
- Agareno (1943)
- Balta Estambul (1945)
- Nostalgias (1945)
- Mantillas de Jueves Santo (1946)
- Ruzafa (1948)
- El vómito (1948)
- Viriato (1948)
- Macareno (1948)
- Pérez y García (1949)
- Peña feliz (1951)
- El otro (1953)
- Los últimos de Filipinas (1955)
- Jimenillo (1955)
- El capitán (1957)
- Dami (1957)
- De mi Jumilla de antaño (1957)
- Obsesión (1963)

Marchas
- Ecce Homo (1943)
- Talla (1943)
- Luz (1945)
- Llorona (1945)
- Saeta (1945)
- San Juan (1945)
- Marcha Regular 1945 (1945)
- San Juan (1945)
- Marcha Regular 1945 (1945)
- Gemina (1946)
- Gamero picante (1946)
- Gemina (1946)
- Gamero picante (1946)
- Eternamente (1947)
- Agencia Marsan (1947)
- El 43 (1947)
- Cristo de la Misericordia (1948)
- La Campana (1949)
- La Pasión (1949)
- Jesús Prendido (1955)
- Opla (1956)
- Corpus (1957)
- Getsemaní (1957)
- Au revoir (1957)
- Nueva (1958)
- Para Siempre (1972)

Villancicos
- Corre pastorcillo
- Llamada de los pastores
- Venimos del monte
- Tierno Niño
- Suene el pandero
- El Rey Supremo
- Duerme
- Gloria
- Pastorcitos
- Los Reyes de Oriente
- Se han ido los pastores
- Alegría
- Campanitas de Belén
- Yo no quiero la nieve
- Pajaritos
- Llegaron a Belén
- Triste melancolía
- Purísima Virgen

Música religiosa
- Misa a dos voces (1920)
- Himno al Sagrado Corazón (1943)
- Hijos somos del Carmen divino (1943)
- Bella flor del Carmen (1943)
- Sediento de amor (1943)
- Plegaria al Cristo yaciente (1943)
- Voy a ti, Señor (1945)
- Salve I (1945)
- Ave María (1945)
- Salve II (1946)
- Motete (1946)
- Plegaria a la Virgen del Carmen (1947)
- Música de La Pasión (1949)
- Te Deum (1949)

Música para piano
- Raro Pensamiento (1924)
- Topacan (1925)
- Destellos (Gavotta) (1926)
- Yunque (1941)
- Pequeña Mazurka (1941)
- Oriental (1941)
- Clavecín Arcaico (1941)
- Interludio (1942)
- Doña Polisón (Mazurka) (1947)
- Suite Santa Ana (1954)
- Diálogos Sentimentales (1954)

## Premios
El 19 de junio de 1963 obtuvo el tercer premio en el Concurso Nacional de Pasodobles, convocado por el Ayuntamiento de Cartagena, con su obra Obsesión. En agosto de 1966 gana el tercer premio del I Festival Nacional de la Canción Lírica de Aspe.

## Discografía
- La Niña del Boticario - EMI Classics
- El Fantasma de la Tercia - Opera Dreams
- Farruca - Opera Dreams
- Bagatelas de Otoño - Producciones Lorca
- Villancicos - Producciones Lorca
- Tango Tirao - Producciones Lorca
- Sinfonía de una vida - Producciones Lorca
- Música de la Pasión - Producciones Lorca
- Música Religiosa - Opera Dreams